# Citadelle de Montpellier
La Citadelle de Montpellier est une ancienne place forte située au cœur même du centre historique de la cité héraultaise de Montpellier. Elle est construite entre 1624 et 1627, sur ordre du roi Louis XIII, afin de surveiller la ville après plusieurs révoltes. Devenue la caserne Joffre à la fin du XIXe siècle, elle accueille depuis 1947 un établissement scolaire : le lycée et collège Joffre.

## Histoire

### Histoire militaire
En 1621, le roi de France Louis XIII vint avec une troupe mater la révolte des protestants sous le commandement du duc de Montmorency. Le roi décida la construction d'une citadelle royale proche de la ville pour la surveiller ainsi que sa région, où vivait une importante population protestante. La place forte fut construite entre 1624 et 1627 entre les fortifications à l'est de la vieille ville et la plaine du Lez, fleuve côtier. Elle fut érigée sur les plans de Jean de Beins et les travaux dirigés par Charles Chesnel. Elle était séparée de la ville par une large esplanade, tout en dominant la plaine du Lez dont une partie servit de champ d'exercice (le polygone).
Elle comportait quatre bastions disposés en carré :
- face à la ville :
  - au nord-ouest, le bastion du Roi ;
  - au sud-ouest, le bastion de la Reine.

- face à la plaine :
  - au nord-est, le bastion de Montmorency ;
  - au sud-est, le bastion de Ventadour.

Les bâtiments intérieurs ont été reconstruits plusieurs fois. La dernière reconstruction, antérieure au transfert à l'Éducation nationale, date de 1863.
Sous l'Ancien Régime, la Citadelle a accueilli des troupes royales, ainsi que les entraînements de la milice provinciale du Bas-Languedoc. Plus tard, la citadelle deviendra caserne du 2e régiment du Génie. En 1929, le 28e régiment du Génie est créé à la citadelle de Montpellier. Ce régiment est dissout en 1939. La citadelle servira en 1939 de Centre de mobilisation pour le Génie. Ce centre de mobilisation du Génie contribuera à la mise sur pied des unités du 28e bataillon du Génie de la 28e division d'Infanterie alpine :
- 28/81 Compagnie Télégraphique ;
- 28/82 Compagnie Radiotélégraphique.

Ces deux compagnies sont les ancêtres du 28e Régiment de Transmissions, actuellement basé à Issoire.

### Histoire scolaire
Au cours du XIXe siècle, le Grand Lycée Impérial de Montpellier s'est vite révélé être trop à l'étroit dans des bâtiments peu appropriés : créé en 1804 près de l'Esplanade, dans les locaux de l'ancien collège de jésuites, le lycée et ses élèves étaient dispersés sur deux autres sites au nord de l'Écusson.
En 1947, il fut enfin décidé de déménager le lycée-collège de garçons dans la Citadelle devenue alors la caserne Joffre. La première rentrée scolaire eut lieu le 1er octobre 1948 et le déménagement des derniers élèves internes eut lieu en octobre 1959.
Depuis, l'ensemble des bâtiments a été repensé pour des besoins scolaires accrus et quelques bâtiments ont été ajoutés ou transformés, en particulier le collège. De même, la poudrière du bastion de Montmorency est devenue une piscine olympique associée à un grand gymnase et les terrains proches, au sud de la citadelle, sont devenus terrains de sport particulièrement bien équipés. La cité scolaire Joffre constituée par le collège, le lycée et les classes préparatoires occupe un vaste espace (environ 15 hectares) magnifiquement paysagé dans l'enceinte même de la citadelle, véritable place forte modernisée au cœur de la vieille ville.
Les fortifications, les fossés et le grand bâtiment de casernement sont inscrits au titre des monuments historiques depuis le 14 avril 1951.

## Accessibilité du monument historique
De la citadelle d'origine, il reste les deux bastions du sud (Reine et Ventadour) et la muraille qui les relie qui sont parfaitement conservés. Une palmeraie est plantée au pied de ce mur. L'ensemble fait face à l'allée Henri II de Montmorency et au quartier d'Antigone.
Sur le côté ouest, le bastion du Roi qui a été percé en plusieurs endroits pour permettre la construction des voies d'accès automobiles du Lycée Joffre et du Centre régional de documentation pédagogique (CRDP, dans le bastion de la Reine) et des voies piétonnes entre le parking au nord et le centre de Montpellier. Les murailles et leurs meurtrières sont toujours visibles. La voie ferrée passe en tranchée au pied de l'ancien mur après un passage en tunnel en partant de la gare de Montpellier.
Sur la face nord, un parking et des locaux annexes du rectorat qui occupent le plateau. De là, le bastion de Montmorency est parfaitement visible et domine le parking. À l'heure actuelle, il sert de gymnase au lycée Joffre.
Durant l'année 2016, la mairie de la ville projette la mise en place d'un dispositif lumineux retraçant les contours d'origines du plan en étoile de la citadelle.

## Galerie

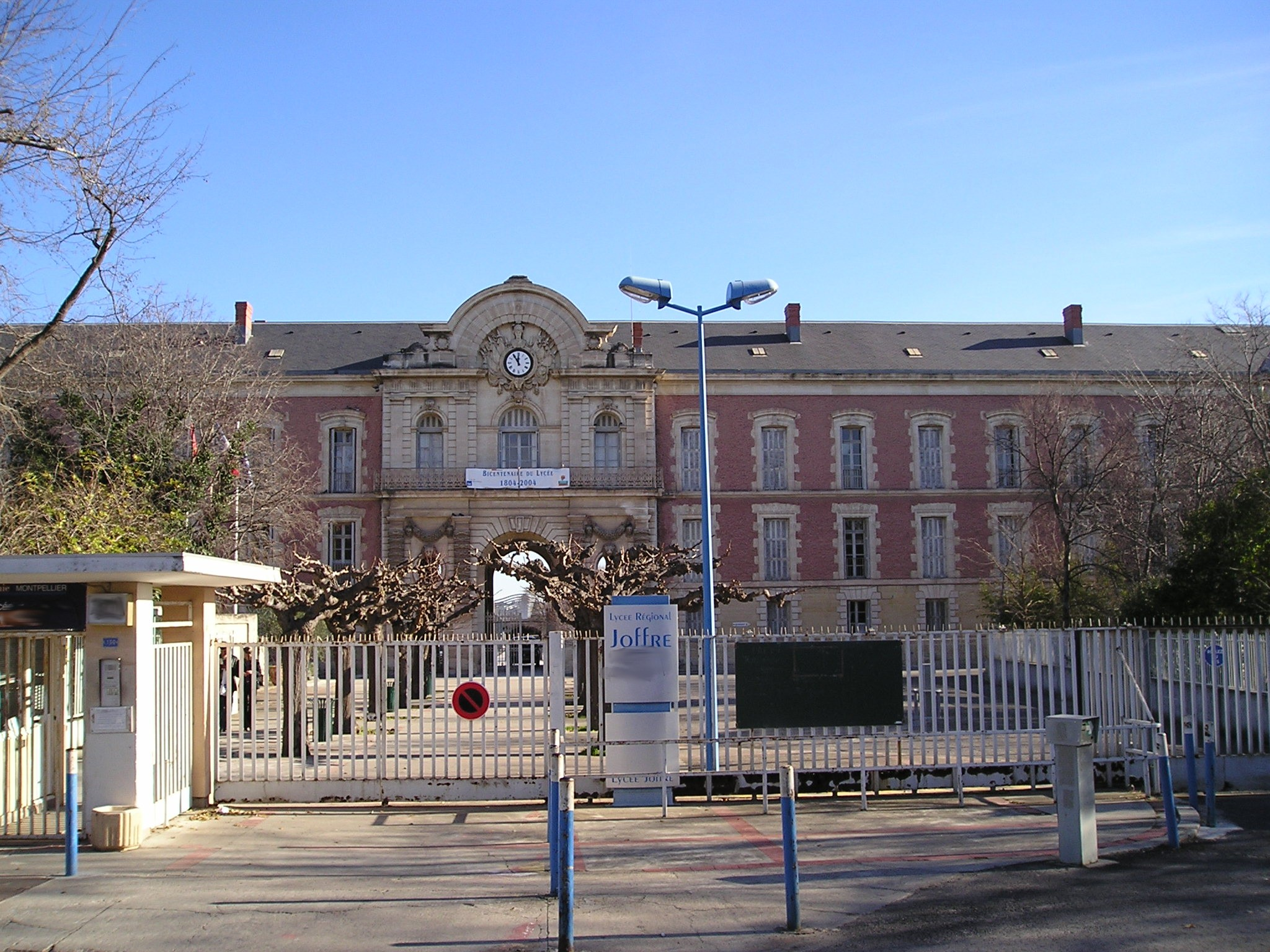
Entrée principale du Lycée Joffre aujourd'hui.
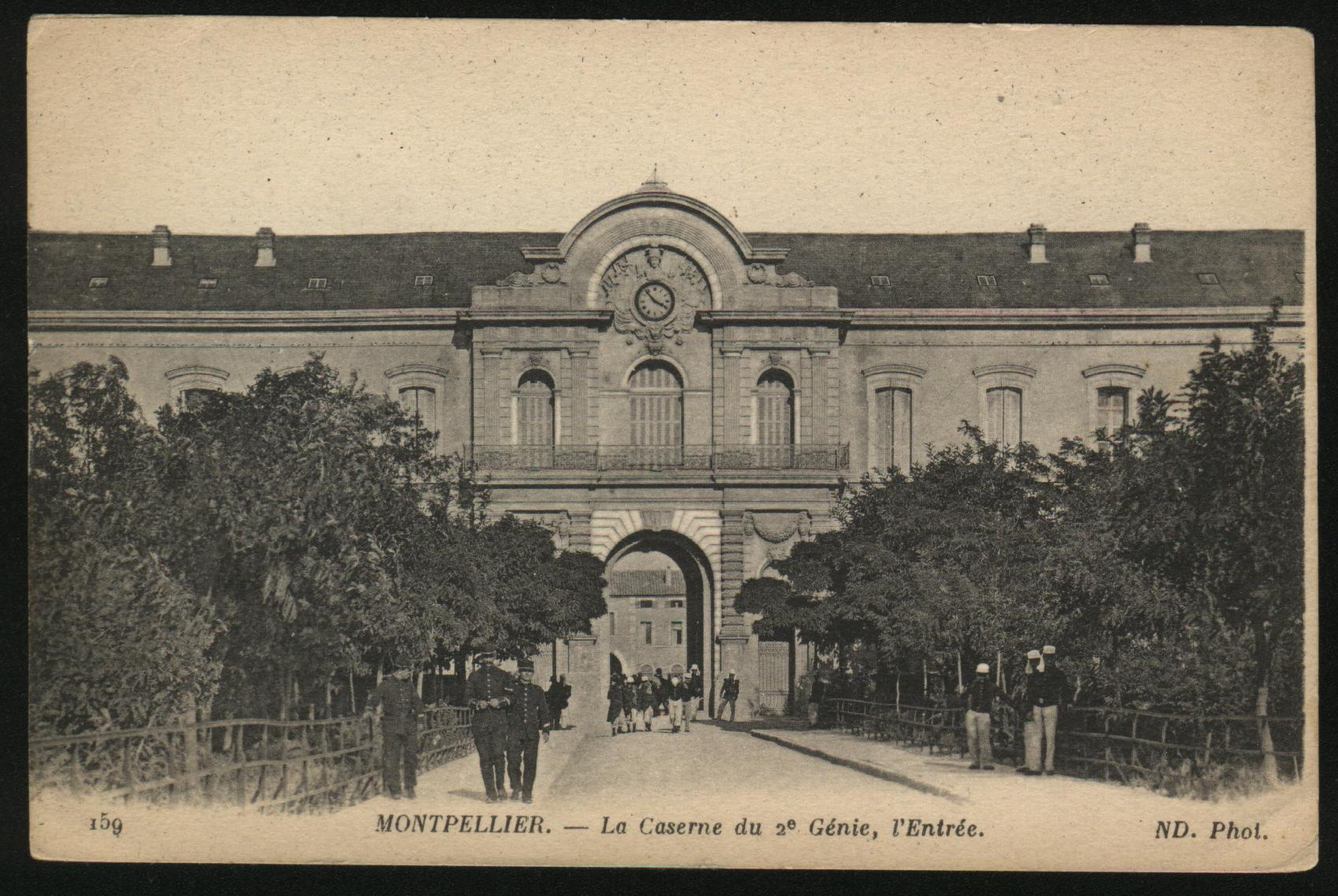
L'entrée de la caserne en 1914.
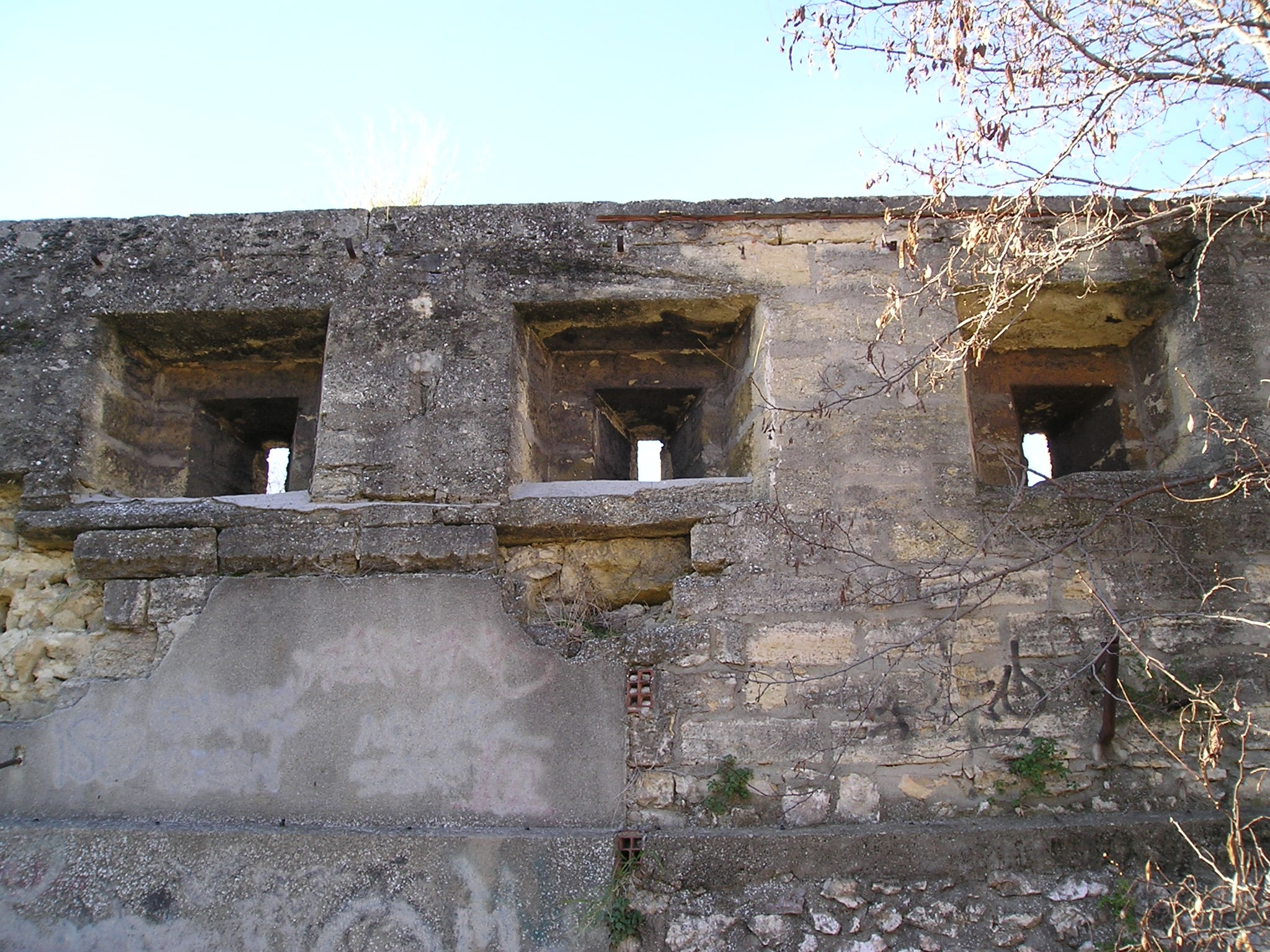
Meurtrières vues de l'intérieur.
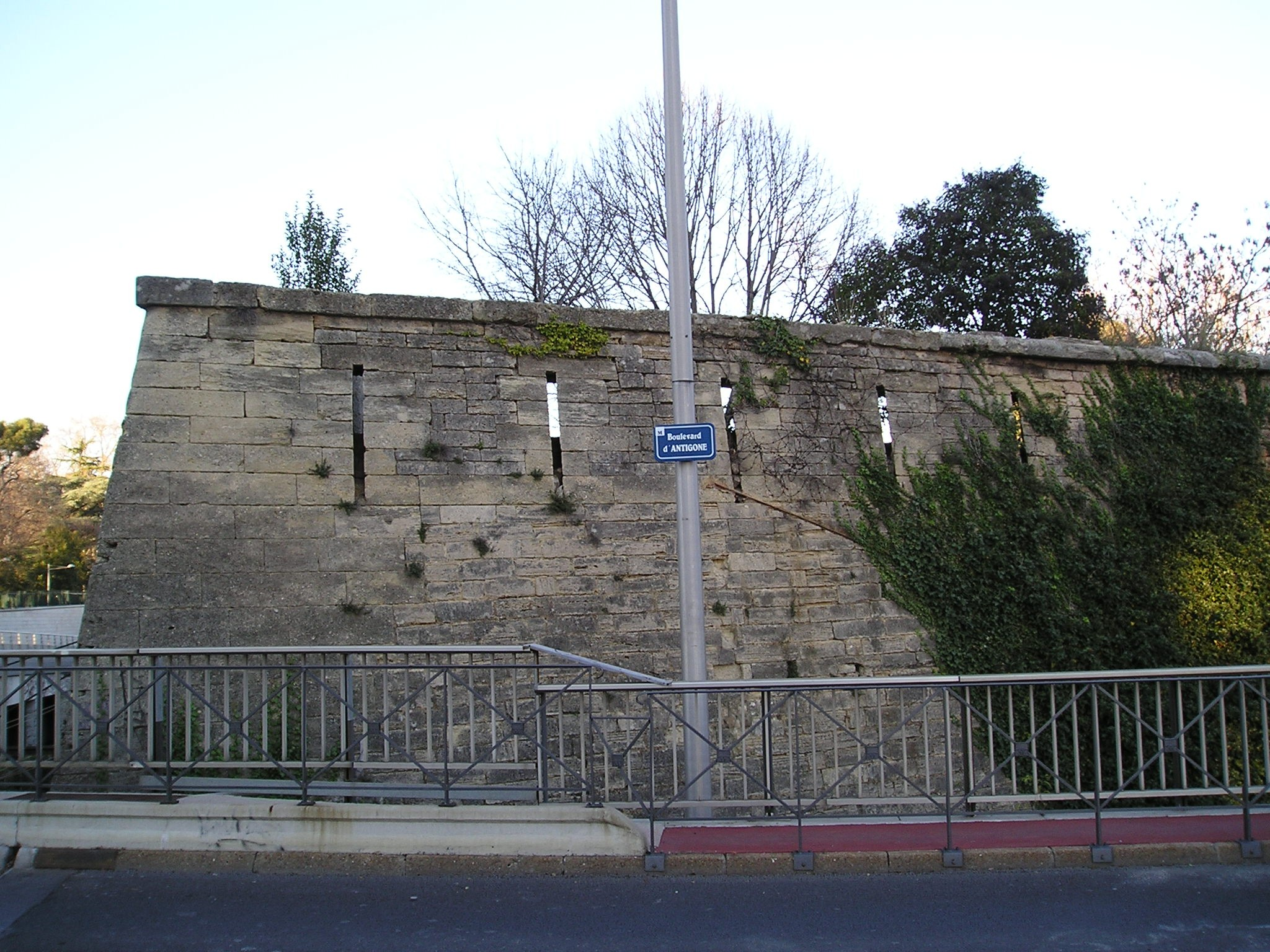
Meurtrières vues de l'extérieur.
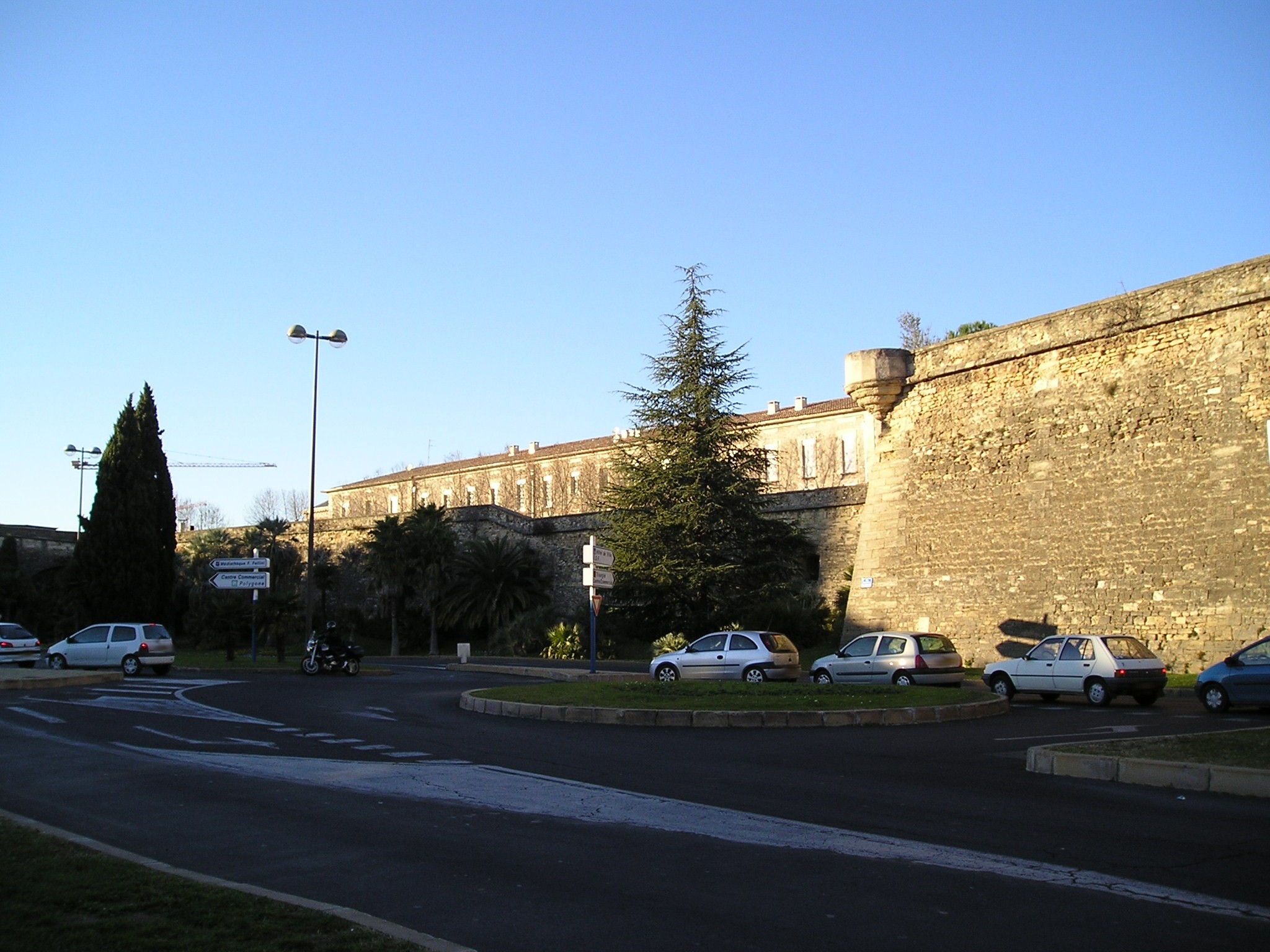
Mur Nord-Est, Allée Henri II de Montmorency (Classes préparatoires).
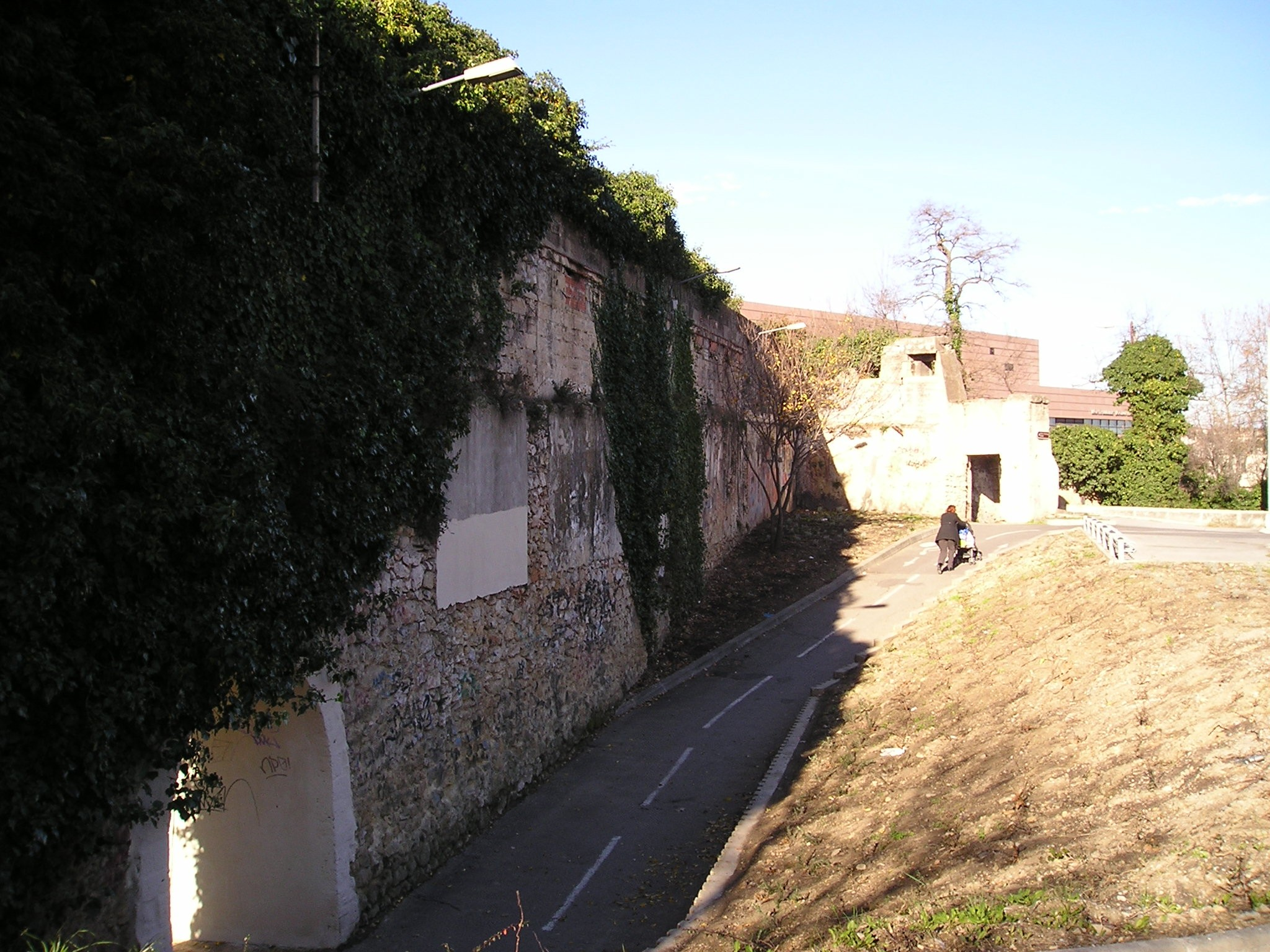
Vestiges du bastion du roi, vue de l'intérieur.
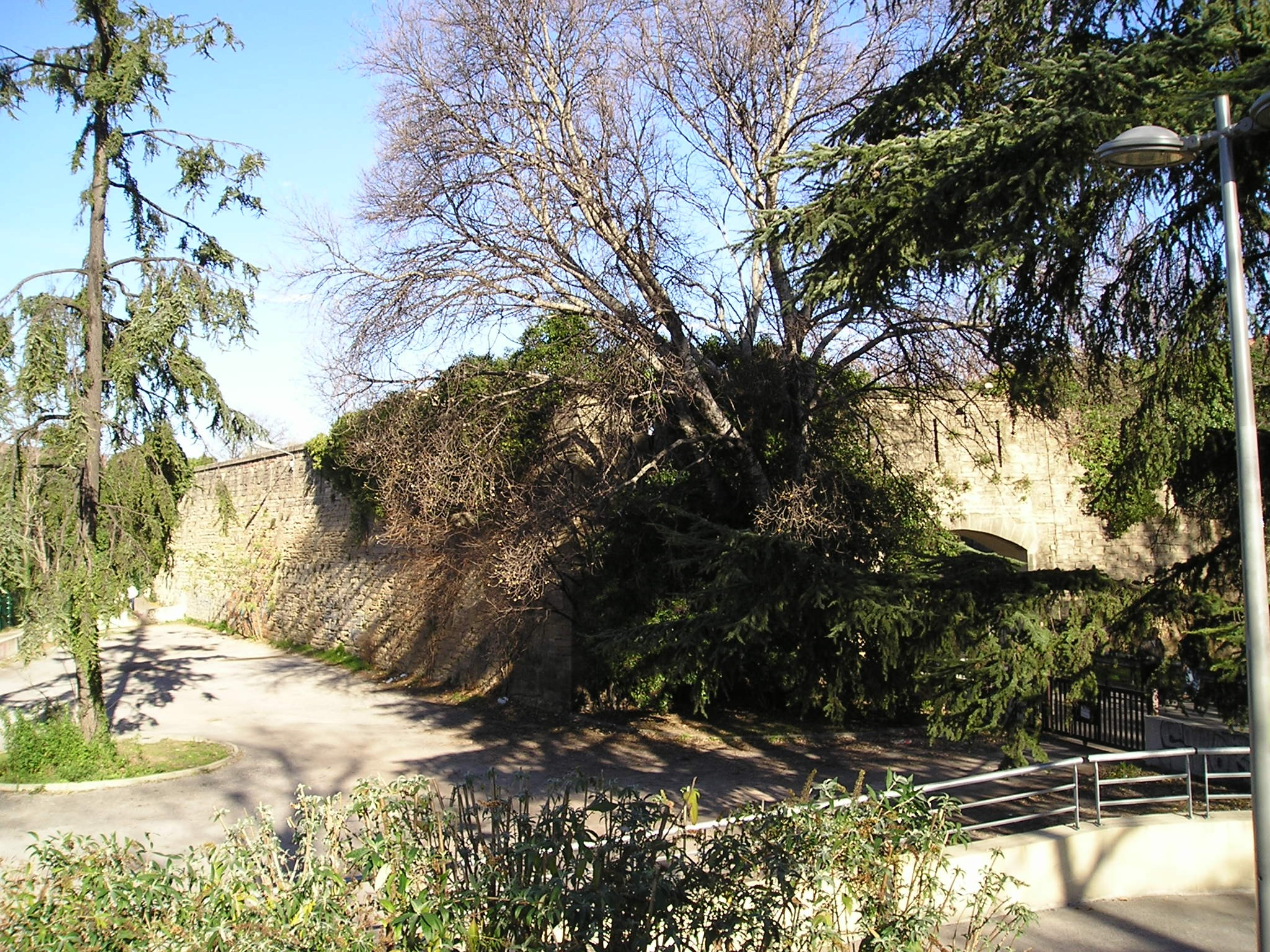
Vestiges du bastion du roi, près de la place de la Comédie.
Plan de la ville et de la citadelle au XVIIIe siècle.